# Campbell Hill
Campbell Hill és una població dels Estats Units a l'estat d'Illinois. Segons el cens del 2000 tenia 333 habitants.

## Demografia
Segons el cens del 2000, Campbell Hill tenia 333 habitants, 144 habitatges, i 95 famílies. La densitat de població era de 313,6 habitants/km².
Dels 144 habitatges en un 31,9% hi vivien nens de menys de 18 anys, en un 52,1% hi vivien parelles casades, en un 10,4% dones solteres, i en un 34% no eren unitats familiars. En el 29,9% dels habitatges hi vivien persones soles el 21,5% de les quals corresponia a persones de 65 anys o més que vivien soles. El nombre mitjà de persones vivint en cada habitatge era de 2,31 i el nombre mitjà de persones que vivien en cada família era de 2,86.
Per edats la població es repartia de la següent manera: un 23,7% tenia menys de 18 anys, un 9,6% entre 18 i 24, un 25,5% entre 25 i 44, un 22,5% de 45 a 60 i un 18,6% 65 anys o més.
L'edat mediana era de 39 anys. Per cada 100 dones de 18 o més anys hi havia 91 homes.
La renda mediana per habitatge era de 33.929 $ i la renda mediana per família de 48.750 $. Els homes tenien una renda mediana de 37.083 $ mentre que les dones 26.250 $. La renda per capita de la població era de 17.009 $. Cap de les famílies i el 5,5% de la població estaven per davall del llindar de pobresa.

## Poblacions més properes
El següent diagrama mostra les poblacions més properes.